# Полтавський вісник
«Полта́вський ві́сник» — полтавська обласна громадсько-політична газета.

## Історія
Загалом ідея створити міську газету в Полтаві народилася ще на початку XX століття. Тоді за неї взявся уже відомий на Полтавщині журналіст і письменник Дмитро Іваненко. Йому вдалося успішно пройти всі бюрократичні перепони, які чинила влада щодо створення нових періодичних видань. 1 грудня 1902 року вийшов перший номер міської газети «Полтавскій вестникь». Вона швидко набула популярності, широко висвітлювала різноманітні аспекти життя міста і губернії.
Д. Іваненко очолював редакцію «Полтавского вестника» до 1907, потім змушений був залишити цю посаду у зв'язку з фінансовими ускладненнями. Пізніше разом з братом Яковом він засновує нову газету «Полтавскій голосъ». Вона виходила до 1915 року, а тоді у зв'язку з фінансовими негараздами, що виникли в період війни, припинила своє існування. Дмитро Олексійович змушений був працювати в різних міських установах. Після революції і громадянської війни він обрав учительську стезю, викладав українську і російську літературу в трудовій школі. 1927 року вийшов на пенсію і переїхав жити в Харків, а потім у Київ до своєї доньки, відомої письменниці Оксани Іваненко. З початком німецько-радянської війни разом з родиною доньки змушений був виїхати в евакуацію, там у Свердловську захворів і помер 1 січня 1943 на 84-му році життя.
Заснована Дмитром Іваненком газета «Полтавскій вестникь» виходила до 30 квітня 1917 року. Потім випуск її припинився. Редакція обіцяла читачам, що шукає кошти і незабаром сподівається відновити вихід. Та це вдалося зробити аж через… 73 роки.
14 листопада 1990-го полтавці знову отримали газету з такою ж назвою. Правда, то був уже орган міської ради. Своєю демократичною позицією, відстоюванням національних інтересів «Полтавський вісник» швидко здобув популярність жителів не лише міста, а й навколишніх сіл. Швидко зріс тираж газети, її вплив. Це викликало невдоволення тогочасної комуністичної влади. В період ГКЧП, в серпні 1991 року, вона навіть мала намір закрити «Полтавський вісник». Але не встигла. Путч зазнав поразки, комуністична диктатура дійшла до свого повного краху. На руїнах радянської імперії постала незалежна Україна.

## Тираж, дизайн

Сучасний дизайн «Полтавського вісника»

«Полтавський вісник» виходить раз на тиждень по п'ятницях одним з найбільших в Полтавській області разовим тиражем — 20 тисяч примірників. З них близько 80 % розповсюджуються по передплаті, 20 % надходить в роздрібну торговельну мережу.
Формат — 24 сторінки розміру 29,75х42 см. Перша, остання, внутрішні сторінки — повнокольорові (4+4), інші — чорно-білого друку. Обсяг реклами — до 20 % площі.
Газета верстається у власному дизайн-центрі, друкується в ТОВ «АСМІ» (Полтава).

## Аудиторія, тематика, рубрики
Колектив «Полтавського вісника» вбачав своє покликання в утвердженні української державності, розвитку демократичних засад місцевого самоврядування, широкій поінформованості полтавців, пропаганді найкращих духовних традицій народу. І це знайшло розуміння земляків. Тривалий час газета має найвищий в області тираж, зростає обсяг видання, поліпшилася поліграфічна якість, газета стала повноколірною.
Редакція нинішнього «Полтавського вісника» не претендує на єдинокровність з «Полтавским вестником» зразка 1902—1917 років. Між ними дуже велика часова перерва, різні політичні засади, які вони відстоювали і відстоюють. Але «вісниківці» свідомі свого історичного спадку і прагнуть й далі розвивати найкращі традиції місцевої преси. Тому в «Полтавському віснику» в листопаді-грудні 2000-го було широко відзначено 100-річчя виходу першого номера газети «Полтавскій вестникь», приділено багато уваги його організатору Дмитру Іваненку.
Газета має одну з найбільших серед періодичних видань області чисельність постійних передплатників — понад 19 тисяч в усіх районах області.
«Вісник» інформує читачів про важливі події в країні, області, і місті, порушує актуальні проблеми життя і сприяє їх розв'язанню.
Серед рубрик газети — «Теми тижня», «Місто», «Регіон», «Гроші та ціни», «Віснику написали», «Телевісник», "Здоров'я, «Спорт», «Культура», «Історія», «Люди і долі» та інші.

## Редакційна колегія
директор — Анна Котова.
- Віталій Скобельський (заступник редактора),